# キングオブスティール
キングオブスティール（King of Steel、2020年2月6日 - ）はイギリスの競走馬。主な勝ち鞍は2023年のチャンピオンステークス、キングエドワードVII世ステークス。

## 戦績

### 2歳時
2022年10月12日のノッティンガム競馬場で行われた未勝利戦に勝利した。次いで10日後に行われたフューチュリティトロフィーに出走するが、オーギュストロダンの7着に敗れた。

### 3歳時
3歳シーズンは、6月3日のダービーステークスから始動した。単勝オッズ67.0倍という人気薄であったが、中団内ラチ沿いで待機すると、直線で進出。最後は追い込んできたオーギュストロダンに交わされたものの、3着に4馬身以上つける2着と実力を示した。
6月23日、ロイヤルアスコット開催の1つであるキングエドワード7世ステークスに出走。序盤から中盤は最後方で待機し直線前で進出を開始するとそのまま伸び続け、2着のコンティニュアスに3馬身半をつけて勝利。重賞初制覇となった。
7月29日にはキングジョージ6世&クイーンエリザベスステークスに出走。後方で待機して内ラチ沿いに進出するも、フクムとウエストオーバーに突き放され、3着に終わる。次いで9月9日のアイリッシュチャンピオンステークスに参戦するも、オーギュストロダンの4着に敗れた。
ここで陣営はダービー以来手綱をとっていたK.ストットから、ランフランコ・デットーリに鞍上を交代する。10月21日のチャンピオンステークスは直線までは最後方で待機し、直線に入ると大外に持ち出して追い上げを開始。先に抜け出していたヴィアシスティーナをゴール手前で交わして勝利し、G1初制覇となった。

その後11月4日に行われたブリーダーズカップ・ターフに出走。3番手につけてレースを進行したものの、直線で伸びきれず5着に終わる。

### 4歳時
5月23日のG3ブリガディアジェラードステークスで始動予定であったが、5月14日の調教後に跛行を発症したため休養に入り、そのまま復帰することなく現役を引退することになった。引退後の2025年よりアイルランドのタリホースタッドで種牡馬入りする。

## 血統表
| キングオブスティールの血統   | キングオブスティールの血統                          | キングオブスティールの血統                          | （血統表の出典）                                    | （血統表の出典）      |
| 父系                         | ミスタープロスペクター系                            | ミスタープロスペクター系                            | ミスタープロスペクター系                            |                       |
| 父 Wootton Bassett 2008 鹿毛 | 父の父Iffraaj 2001 鹿毛                             | Zafonic                                             | Gone West                                           | Gone West             |
| 父 Wootton Bassett 2008 鹿毛 | 父の父Iffraaj 2001 鹿毛                             | Zafonic                                             | Zaizafon                                            |                       |
| 父 Wootton Bassett 2008 鹿毛 | 父の父Iffraaj 2001 鹿毛                             | Pastorale                                           | Nureyev                                             | Nureyev               |
| 父 Wootton Bassett 2008 鹿毛 | 父の父Iffraaj 2001 鹿毛                             | Pastorale                                           | Park Appeal                                         |                       |
| 父 Wootton Bassett 2008 鹿毛 | 父の母Balladonia 1996 鹿毛                          | Primo Dominie                                       | Dominion                                            | Dominion              |
| 父 Wootton Bassett 2008 鹿毛 | 父の母Balladonia 1996 鹿毛                          | Primo Dominie                                       | Swan Ann                                            |                       |
| 父 Wootton Bassett 2008 鹿毛 | 父の母Balladonia 1996 鹿毛                          | Susquehanna Days                                    | Chief's Crown                                       | Chief's Crown         |
| 父 Wootton Bassett 2008 鹿毛 | 父の母Balladonia 1996 鹿毛                          | Susquehanna Days                                    | Gliding By                                          |                       |
| 母 Eldacar 2012 芦毛         | 母の父Verglas 1994 芦毛                             | Highest Honor                                       | Kenmare                                             | Kenmare               |
| 母 Eldacar 2012 芦毛         | 母の父Verglas 1994 芦毛                             | Highest Honor                                       | High River                                          |                       |
| 母 Eldacar 2012 芦毛         | 母の父Verglas 1994 芦毛                             | Rahaam                                              | *セクレト                                           | *セクレト             |
| 母 Eldacar 2012 芦毛         | 母の父Verglas 1994 芦毛                             | Rahaam                                              | Fager's Glory                                       |                       |
| 母 Eldacar 2012 芦毛         | 母の母Seracina 2003 栗毛                            | Nashwan                                             | Blushing Groom                                      | Blushing Groom        |
| 母 Eldacar 2012 芦毛         | 母の母Seracina 2003 栗毛                            | Nashwan                                             | Height of Fashion                                   |                       |
| 母 Eldacar 2012 芦毛         | 母の母Seracina 2003 栗毛                            | Seralia                                             | *ロイヤルアカデミーII                               | *ロイヤルアカデミーII |
| 母 Eldacar 2012 芦毛         | 母の母Seracina 2003 栗毛                            | Seralia                                             | Serafica                                            |                       |
| 母系(F-No.)                  | (FN:16-b)                                           | (FN:16-b)                                           | (FN:16-b)                                           | [ § 2 ]               |
| 5代内の近親交配              | Mr. Prospector 5×5=6.25%、Northern Dancer 5×5=6.25% | Mr. Prospector 5×5=6.25%、Northern Dancer 5×5=6.25% | Mr. Prospector 5×5=6.25%、Northern Dancer 5×5=6.25% | [ § 3 ]               |
| 出典                         | 1. 2. 3.                                            | 1. 2. 3.                                            | 1. 2. 3.                                            | 1. 2. 3.              |

- 主な近親にサンライズジパング（2024年不来方賞、みやこステークス、2025年名古屋グランプリ）。